# Mirko Pavinato
Mirko Pavinato (Vicenza, 20 giugno 1934 – Bologna, 7 marzo 2021) è stato un calciatore e allenatore di calcio italiano, di ruolo difensore.

## Biografia
Sua figlia ha sposato Francesco Gazzaneo, anche lui calciatore.
È morto nel marzo 2021 a 86 anni, per problemi renali aggravati dall'aver contratto il COVID-19.

## Carriera
Crebbe calcisticamente nelle giovanili del Vicenza, dove con la squadra "Primavera" guidata dal tecnico Umberto Menti vinse per due volte consecutive il Torneo di Viareggio, nel 1954 e nel 1955.

Pavinato, capitano rossoblù, e il presidente felsineo Renato Dall'Ara con la Coppa Mitropa 1961.

Esordì in prima squadra nel campionato di Serie B 1953-1954, il primo nel quale il Vicenza giocava con il nome dello sponsor Lanerossi. In quella stagione disputò una sola partita, l'ultima di campionato, il 30 maggio 1954. Diventato titolare l'anno successivo, fu fra i protagonisti della promozione in Serie A.
Nel 1956 fu ceduto al Bologna, di cui divenne capitano nella stagione 1959-1960, vincendo nel 1964 lo scudetto dopo spareggio contro l'Inter.
In dieci stagioni al Bologna, dal 1956 al 1966, giocò 264 partite in campionato. Oltre allo scudetto, ebbe due quarti e due quinti posti, oltre al secondo della sua ultima stagione, in cui scese in campo solo tre volte.
Passato al Mantova, giocò in Serie A altre due anni, ma non evitò retrocessione in Serie B del 1968. Terminò la carriera in Serie A a 34 anni, dopo tredici stagioni in cui disputò 349 partite, oltre allo spareggio per il titolo del 1964.
Vestì anche le maglie della Nazionale B quattro volte, e della giovanile, in una occasione, fra il 1955 e il 1956.

## Palmarès

### Giocatore

#### Club

##### Competizioni nazionali
- Campionato italiano di Serie B: 1

L.R. Vicenza: 1954-1955
- Campionato italiano: 1

Bologna: 1963-1964

##### Competizioni internazionali
- Coppa Mitropa: 1

Bologna: 1961